# Pieńki (powiat piotrkowski)
Pieńki – wieś w Polsce położona w województwie łódzkim, w powiecie piotrkowskim, w gminie Rozprza.
Do 1925 roku wieś nosiła nazwę Aleksandropol. W latach 1975–1998 miejscowość położona była w województwie piotrkowskim.